# Foires de Montagnac et Pézenas
Les foires de Montagnac et Pézenas sont des foires qui avaient lieu à Montagnac (Hérault) et Pézenas.

## Origines
Pour Monique Bourin, les trois vici gallo-romains de Cessero, Luteva et Piscenæ avaient un rôle de marché rural et peuvent être ainsi considérés comme les origines des foires de Montagnac et Pézenas. Il apparaît, grâce à la microtoponymie, que les marchés de Pézenas et Montagnac sont plus anciens que les foires. À Montagnac, le marché du vendredi est accordé par l'évêque d'Agde, Thédive (1215-1233).

## Histoire
Les premières foires datent du rattachement des villes au royaume de France au XIIIe siècle, à la suite de nombreuses reventes. Saint Louis fait construire un pont entre les deux villes : il offre les pierres de ses carrières et exempte de taxes les ouvriers participants à sa construction. Malgré cela, l'ouvrage n'est fini que bien plus tard, à la suite de la participation financière de Philippe III le Hardi sur sollicitation de Philippe de Monts. Achevé, l'ouvrage permet aux villes de Montagnac et Pézenas de capter une partie du trafic entre Montpellier et Béziers.
La première foire date de 1262, à Pézenas. À l'origine datée du 9 septembre, autour de la Nativité de la Vierge. Au XVIe siècle, elle commençait alors du 22 au 28 septembre et se finissait du 3 au 9 octobre. Elle est alors appelée « foire de la Saint-Michel ».
Au XIVe siècle, six foires par an ont lieu à Montagnac et Pézenas, dont une lors de la Décollation de saint Jean-Baptiste à Montagnac.
Entre 1481 et 1492, le conseil de ville interdit aux troupeaux de traverser la ville, car leur montée coïncidait avec la foire de la Pentecôte et leur descente avec celle de mi-septembre. C'est à cette époque aussi que les rues de Pézenas prennent des noms correspondant à leur rôle dans la foire : rue des Orfèvres, rue de la Corderie, rue de la Foire, rue de la Corderie, rue de l'Argenterie.
La foire investit progressivement les rues à mesure qu'elles se créent : ainsi, la rue entre la carriera San Peyre et la porte Royale, dans les faubourgs du XVIe siècle, était dédiée aux selliers.